# Gunilla von Post
Karin Adele Gunilla von Post (née le 10 juillet 1932 à Stockholm - morte le 14 octobre 2011) est une aristocrate suédoise.
Elle aurait eu une relation amoureuse avec John F. Kennedy dans les années 1950, après qu'ils se furent rencontrés en août 1953 sur la Côte d'Azur, soit un mois avant le mariage de Kennedy avec Jacqueline Bouvier. Elle décrit leur relation de deux ans dans sa biographie Love, Jack en 1997, puis en 2010, elle met aux enchères les lettres que lui a écrites Kennedy,.
Elle meurt le 14 octobre 2011.